# Ossimorfone
Ossimorfone è un potente analgesico oppioide semisintetico sviluppato per la prima volta in Germania nel 1914, brevettato negli USA dalla Endo Pharmaceuticals nel 1955 e introdotto per il mercato degli Stati Uniti nel gennaio 1959 e in altri paesi allo stesso tempo. Il composto è stato progettato per avere minore incidenza di effetti collaterali rispetto alla morfina e all'eroina.

## Chimica
Ossimorfone cloridrato si presenta come una povere cristallina biancastra, inodore. Se viene esposto alla luce il composto tende a scurirsi anche se questo non ne pregiudica la potenza. Un grammo di ossimorfone è solubile in 4 ml di acqua, ma risulta scarsamente solubile in etanolo ed etere.

## Farmacodinamica
Ossimorfone è un agonista oppioide caratterizzato da relativa selettività per il recettore μ (Mu) degli oppioidi, anche se somministrato a dosaggi elevati può interagire con gli altri recettori, k (Kappa) e δ (Delta).
L'esatto meccanismo con cui ossimorfone induca analgesia non è chiaro.
All'interno del sistema nervoso centrale (SNC), cervello e midollo spinale, sono stati identificati tutti e tre i tipi di recettori oppioidi, così come una serie di composti endogeni (endorfine) con attività morfino simile.
La stimolazione di questi recettori svolge certamente un ruolo nella espressione e nella percezione degli effetti analgesici. 
Oltre che nel SNC, recettori oppioidi sono stati individuati anche all'interno del sistema nervoso periferico (SNP) ma il ruolo rivestito da questi recettori nell'analgesia da farmaci è sconosciuto.

## Farmacocinetica
A seguito di somministrazione per via orale ossimorfone viene rapidamente assorbito dal tratto gastrointestinale. La biodisponibilità della molecola è pari a circa il 10 %. Le concentrazioni di steady-state vengono raggiunte dopo tre giorni di assunzione di più dosi. La contemporanea assunzione di cibo comporta un aumento della concentrazione plasmatica massima (Cmax) di circa il 50% rispetto a quella osservabile nei soggetti a digiuno.
La Cmax viene raggiunta dopo circa 1 ora (Tmax) nei soggetti a digiuno, mentre l'assunzione di cibo ritarda il picco a circa 2 ore.

Il legame con le proteine plasmatiche umane è compreso in un range tra il 10 ed il 12%.

L'emivita plasmatica a seguito di somministrazione orale è pari a 7,3-9,4 ore.

Ossimorfone viene ampiamente metabolizzato nell'organismo, principalmente a livello epatico, ma attraverso vie metaboliche che non coinvolgono il citocromo P450, quanto piuttosto da UGT2B7 e potenzialmente da UGT1A3.
Per tale motivo ossimorfone potrebbe essere particolarmente adatto all'utilizzo in pazienti geriatrici, con minori rischi di interazione con diversi farmaci di uso geriatrico che sono invece metabolizzati dal sistema CYPP450.
La molecola subisce una riduzione e coniugazione con l'acido glucuronico, a formare metaboliti attivi e inattivi. I due principali metaboliti sono ossimorfone-3-glucuronide e 6-OH-ossimorfone.

Meno dell'1% di una dose somministrata viene escreta immodificata nelle urine. Circa il 33-38% di una dose assunta viene escreta nelle urine come ossimorfone-3-glucuronide e meno dell'1% come 6-OH-ossimorfone. La quota rimanente viene escreta nelle feci.

## Usi clinici
Il composto è indicato per il sollievo del dolore, da moderato a grave, nei soggetti che necessitano di un trattamento continuativo con oppioidi, per un periodo di tempo prolungato.

Non è quindi indicato per il trattamento del dolore acuto, né per il dolore post-operatorio, a meno che il paziente non fosse già in terapia cronica con oppioidi prima dell'esecuzione dell'intervento chirurgico.

## Effetti collaterali e indesiderati
I principali effetti avversi causati da ossimorfone a carico dell'apparato gastrointestinale sono secchezza delle fauci, nausea, vomito, dolore addominale, stipsi.
Altri effetti comuni sono cefalea, letargia, sonnolenza, ansia, confusione mentale, disorientamento, agitazione psicomotoria, nervosismo, depressione, astenia e debolezza, disidratazione, riduzione di peso, vertigine, prurito.

## Controindicazioni
Ossimorfone è controindicato nei soggetti con ipersensibilità nota al principio attivo, ad altre sostanze oppioidi (ad esempio morfina o codeina) oppure ad uno qualsiasi degli eccipienti contenuti nella formulazione farmacologica. Inoltre è controindicato nei pazienti affetti da insufficienza epatica moderata o grave. Ulteriori controindicazioni sono rappresentate da una significativa depressione respiratoria, da asma bronchiale acuta o grave, dalla ipercapnia e da ileo paralitico diagnosticato o sospetto.

## Dosi terapeutiche
Il trattamento ed il relativo dosaggio deve essere strettamente individualizzato, tenendo conto di eventuali precedenti trattamenti con analgesici, ed in particolare con sostanze oppioidi, e delle condizioni generali così come delle diverse patologie di cui soffre il paziente.
I pazienti debbono essere strettamente monitorati, in particolare entro le prime 24-72 ore di terapia, prestando attenzione alla comparsa di depressione respiratoria o sonnolenza estrema.

## Interazioni
- alcol: la contemporanea somministrazione di etanolo e dell'oppioide può comportare un aumento delle concentrazioni plasmatiche di ossimorfone e, potenzialmente, un'overdose fatale.
- Sostanze deprimenti il sistema nervoso centrale  (sedativi, ansiolitici, ipnotici, neurolettici, altri oppiacei): la contemporanea somministrazione con ossimorfina può causare ipotensione arteriosa, profonda sedazione, coma, oppure depressione respiratoria.
- Cimetidina: la contemporanea somministrazione con ossimorfina, così come altri oppioidi, può potenziare la depressione indotta dal morfinico.
- Anticolinergici: la co-somministrazione di ossimorfina e sostanze anticolinergiche può comportare un aumentato rischio di ritenzione urinaria e stipsi grave, fino al manifestarsi di ileo paralitico.

## Sovradosaggio
In comune con altri oppioidi, il sovradosaggio da ossimorfone è caratterizzato da depressione respiratoria, estrema sonnolenza, stupor o coma, flaccidità dei muscoli scheletrici, cute fredda e viscida e, talvolta, bradicardia e ipotensione. In caso di grave sovradosaggio, possono verificarsi apnea, collasso circolatorio, arresto cardiaco e morte .